# Solonikí
Solonikí (del ruso: Солоники́) es un microdistrito perteneciente al distrito de Lázarevskoye de la unidad municipal de la ciudad-balneario de Sochi del krai de Krasnodar del sur de Rusia.
Está situado en la región central del distrito, al sureste de Lázarevskoye, en la desembocadura del río Tsusjvadzh en la orilla nororiental del mar Negro y a lo largo del valle del río y la carretera federal M27. 

## Historia
El valle del río estuvo en manos del clan adigué Tsus, que tenía aquí su poblado Tsuskvadzhe. Tras la guerra ruso-circasiana (1817-1864) y la llegada de la colonización rusa, se estableció aquí el starshiná Seliánik-Krasa. En 1893 la finca estaba a cargo del capitán teniente Serguéi Polia. Aleksandr Voyéikov en 1896-1897 habla en sus notas sobreel clima del mar Negro de la finca Seliani-ka-Krasa. El jútor Solonikí aparece en un mapa de 1905 en la carretera Tuapsé-Sochi, a dos verstas del mar y en un mapa posterior, de 1913, aparece el nombre de Solonikí-Krasa. Del 30 de junio de 1920 al 18 de mayo de 1922 formaba parte del volost de Tuapsé del ókrug del Mar Negro del óblast de Kubán-Mar Negro. El 26 de enero de 1923 pasó a formar parte del volost de Lázarevskoye.

## Economía y transporte
El principal motor de la economía local es el turismo. El microdistrito cuenta con medio centenar de hoteles y apartamentos dedicados al alojamiento de los turistas en la temporada veraniega.
En el litoral del microdistrito se halla una plataforma ferroviaria de la línea Tuapsé-Sujumi de la red del ferrocarril del Cáucaso Norte. La carretera federal M27 atraviesa la localidad.